# 2018 en jeu
Pour les articles homonymes, voir 2018 en jeu vidéo.
Chronologie du jeu
- 2014
- 2015
- 2016
- 2017
- 2018
- 2019
- 2020
- 2021
- 2022

Cet article présente les faits marquants de l'année 2018 concernant le jeu.

## Événements

### Compétitions
- 9 septembre : Marrero Gang (Angleterre) remporte le World Chase Tag 3 (Championnat du monde de jeu du chat) au York Hall (en) de Londres pour la troisième fois consécutive[1].
- 18 novembre : le Français Lei Saarlainen remporte le XXIVe Championnat de France de Diplomatie à Paris devant ses compatriotes Benoît Jeannin et Cyrille Sevin[2].

## Sorties

### Jeux de société
- Kingdom Run, premier trimestre 2018, Ankama Boardgames
- Touché poulet, Ankama Boardgames
- Monster Slaughter, Henri Molliné et Kim Ettinoff, Ankama Boardgames
- Boufbowl, Ankama Boardgames

## Décès
- le 17 février 2018 : Gumersindo España Olivares
- le 11 octobre 2018 : Greg Stafford
- le 30 octobre 2018 : Gildas Sagot
- le 12 novembre 2018 : Carl Sargent